# Вводная
Вводная — описание тактической или оперативной обстановки, которое в ходе отработки учебной задачи сообщается руководителем или посредником во время выполнения программы боевой подготовки или на военных учениях.
Вводная может быть доведена устно, наглядной имитацией действий условного противника, с помощью средств связи, а в некоторых случаях — и посредством боевых документов. Используя вводную, рекомендуется давать обучаемому информацию по той части задания, которая не может быть им получена самостоятельно. Такими примерами могут быть: информация о текущей метеорологической обстановке, положении и состоянии своих войск, данные о «понесённых потерях», характере огневого воздействия со стороны противника, степени заражённости местности и т. п.